# 하이미리히
하이미리히(Haimirich)는 고지 게르만어 이름으로, '집(haim)'과 '힘센(rich)'이란 뜻의 낱말이 합쳐져 '집안의 통치자'라는 뜻이다.
'하이미리히'에서 비롯한 이름은 다음과 같다.
- 그리스어: Ερρίκος(에리코스), Έρικα(에리카, 여성)
- 네덜란드어: Hendrik(헨드릭), Henrick(헨릭), Henk(헹크, 애칭), Hennie(여성 애칭)
- 독일어: Heinrich(하인리히), Hinrich, Heine, Henriette(여성)
- 라틴어: Henricus(헨리쿠스)
- 스칸다나비아 제어: Henrik(헨리크), Henning, Henrietta(여성)
- 스코틀랜드 게일어: Eanraig
- 슬로바키아어: Imrich
- 아일랜드어: Anraoi, Anra?, Einr?
- 에스파냐어: Enrique(엔리케), Enriqueta(여성)
- 영어: Henry(헨리), Henrie, Henrye, Hendrick(헨드릭). 불확실 - Emeric
- 이탈리아어: Enrica, Enrichetta(여성), Enrico. 불확실 - Emerico, Amerigo, Arrigo
- 체코어: Jindřich(인드르지흐), Jindřiška(인드르지슈카, 여성)
- 카탈루냐어: Enric, Enriqueta(여성)
- 크로아티아어: 불확실 - Emerik, Mirko
- 포르투갈어: Henrique(엔히크 또는 엔히키), Henriques, Henriqueta(여성)
- 폴란드어: Hainrich(하인리흐), Hajnrich, Hendrych, Henryk(헨리크)
- 프랑스어: Henri(앙리), Henriette(여성)
- 헝가리어: Imre(임레)